# Kiko (fotbollsspelare)
Francisco Miguel Narváez Machón, eller Kiko, född den 26 april 1972 i Jerez de la Frontera, är en före detta spansk fotbollsspelare som under merparten av sin karriär spelade i Atlético Madrid. Kiko gjorde över 50 mål på tio säsonger i La Liga samt deltog i både ett VM och ett EM-slutspel.

## Klubbkarriär
Kiko startade sin karriär i Cádiz där han gjorde La Liga-debut 14 april 1991 i en hemmamatch mot Athletic Bilbao. Första året spelade han endast fem matcher för att senare bli en startman i de efterföljande två säsongerna. Säsongen 1992/1993 åkte Cádiz ur La Liga och Kiko flyttade tillsammans med lagkamraten José María Quevedo till Atlético Madrid. I Madrid gjorde Kiko succé då han blev en viktig spelare för både Atlético Madrid och Spaniens landslag.
Efter att Atlético åkte ur La Liga säsongen 1999/2000 stannade Kiko i klubben, men efter att inte ha lyckats göra mål under hela säsongen lämnade han för Extremadura där han endast spelade i sex månader innan han avslutade sin karriär.

## Internationellt
Kiko gjorde 26 matcher och 5 mål för Spanien. Debuten gjorde han 16 december 1994 i en VM-kvalmatch mot Lettland.
I OS 1992 var Kiko med och vann guldet med Spanien. I finalen mot Polen gjorde han två mål och avgjorde i slutminuterna med sitt 3-2-mål. Kiko deltog även i EM 1996 samt VM 1998. I VM gjorde han två mål i sista gruppspelsmatchen mot Bulgarien i 6-1-segern.

## Meriter
Atlético Madrid
- La Liga: 1996
- Copa del Rey: 1996

Spanien
- OS-guld: 1992